# Duna–Tisza–Duna-csatorna
A Duna–Tisza–Duna-csatorna (másként Ferenc-csatorna) Délvidéken, a Duna és a Tisza között folyik. A csatorna Bajánál kezdődik, majd Bezdán, Zombor, Sztapár, Verbász érintésével, Szenttamáson keresztül Bácsföldvár előtt kettéágazik, és Óbecsénél csatlakozik a Tiszába.

## Nevének eredete
Történelmi neve Ferenc-csatorna. Nevét I. Ferenc magyar királyról kapta, akinek uralkodása alatt épült. A király maga is járt e vidéken. Később épült, kisebb ágát, mely Sztapárnál ágazik el, Ferenc József-csatornának hívták.

## Története

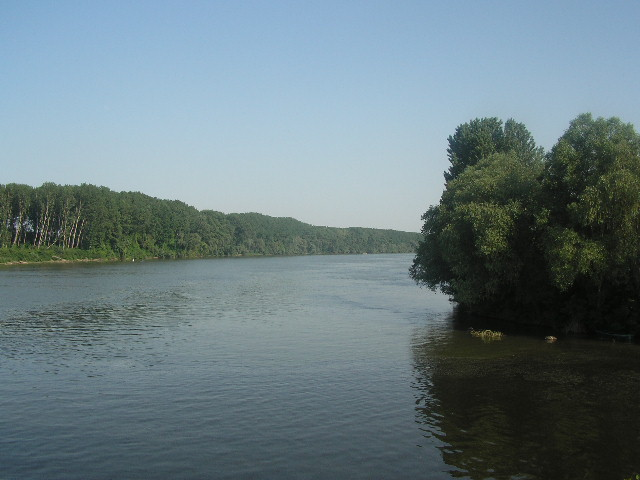
A Ferenc-csatorna torkolata a Tiszánál

Létrejöttét a mocsarak lecsapolásának szükségessége és a 18. századi hiányzó közlekedési utak megteremtési igényének köszönheti. A létrehozott csatornának nagy tranzitjelentősége is volt, mert az addigi dunai hajózási útvonalat 227 km-rel rövidítette meg. (Az egykori feljegyzések szerint a lassú lóvontatást, a rossz, időnként elöntött területeken való áthaladást 20 nappal megrövidítette.)
A Kiss fivérek 1791. december 12-én felterjesztést küldtek II. Lipót császárnak, melyben így javasolják a Duna és a Tisza folyók összekötését egy hajózható csatornával, illetve hogy a csatornát I. Ferenc császárról nevezzék el. A döntés megszületett és I. Ferenc császár 1792. augusztus 2-i 895. sz. okmányában jóváhagyta a Duna-Tisza-csatorna megépítését.
A Bácsföldvár és Monostorszeg közötti munkálatok 1793-ban kezdődtek Kiss József és Kiss Gábor tervei alapján és felügyeletük mellett. 1802-ben adták át a forgalomnak.

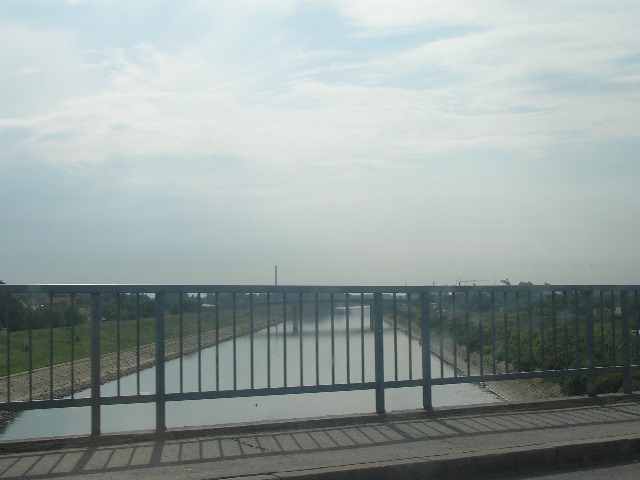
Az egykori Ferenc József öntözőcsatorna Újvidéknél

A csatorna megépülte után a hajózási társaság a csatorna menti földek bérletéből – a 25 év szabadalmi idő alatt – 20 millió akkori forint tiszta hasznot húzott, ami megvilágítja a csatorna közgazdasági jelentőségét. A koncesszió lejártával a Ferenc-csatornát – 15 évi alkudozás után – a kincstár vette át. Dunai torkolatánál a folyammeder megváltozott, ezért 1854-ben egy új zsilipet építettek Bezdánnál. Ezután Türr István alakított részvénytársaságot a felújítására. Az újjáépítéséhez a magyar állam 8 036 000 koronával járult hozzá. A csatorna víz betáplálásának javítására Bajától Bezdánig egy 46 km hosszú, a Dunával párhuzamos, de kisebb esésű tápláló- és hajózócsatornát létesítettek.
A Társaság üzletkörének az öntözéssel való bővítése miatt, Sztapártól Újvidékig 1871 és 1875 között megépítette a Ferenc József-öntözőcsatornát (Mali kanal). Mivel egy új átvágás következtében a Ferenc-csatorna tiszai torkolata holt kanyarulatba került, a csatorna alsó torkolatát áthelyezték Óbecsére.
A csatornák megépítésével 150 000 hektár területet szabadítottak fel a mocsarak és lápok alól, és ezáltal váltak jó minőségű termőföldekké. Vizét nemcsak hajózásra és közlekedésre, hanem egyéb gazdasági tevékenységekhez (például kenderáztatáshoz) szükséges vízkivétellel is hasznosították.
A kettős kamarazsilip 16 méter széles, felfüggesztett tolókapukkal. A Ferenc József-csatornán 4 darab, a tápcsatornán 2 darab kamarazsilip van. A vízmélység 1,7 és 2,0 méter között váltakozott. A Ferenc-csatornán 650 tonnás, a Ferenc József-csatornán csak 300 tonnás hajók közlekedhettek. Az éves forgalom 350 000 tonna körül volt. Ma ez a vasútra illetve a közutakra terelődött át, így tranzitjellegét a csatornarendszer elvesztette. A Ferenc-csatorna megépítése a Magyar Királyság egyedüli mesterséges csatorna építkezése volt.
A Tisza szabályozása miatt módosítani kellett az útirányt, így ma a csatorna Óbecsénél torkollik a Tiszába. 

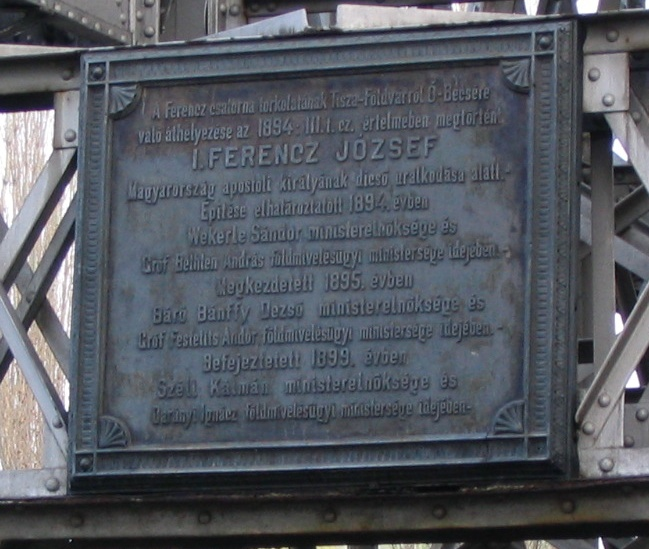
Eredeti felirat a zsilipen

A zsilipek építését 1899-ben fejezték be. Megépítésével 223 km-rel rövidült a hajóút Szeged és Pest között. Teljes hossza 123 km.

### A Türr István zsilip
A vízlépcső Hainz Albertnek, a csatorna műszaki igazgatójának tervei alapján készült 1895-1899 között. A tervek elkészítésében és megvalósításában Türr István is részt vett. A zsiliprekeszek elektromos meghajtásúak. A működtetéshez szükséges villamos energiát a zsilip mellett felépített vízerőmű szolgáltatja. Felavatására a későbbi elbeszélések szerint Japánból is érkezett küldöttség. A maga korában a legmodernebb zsilipek egyikének számított a világon.

## Érdekesség
A MIÉP-nek Jugoszlávia felbomlásához ill. a délszláv háborúkhoz kapcsolódó (semmilyen hivatalos fórumon el nem fogadott, és a hivatalos magyar külpolitika által fel nem vállalt) 1999. júniusi határrevíziós javaslata körülbelül a Ferenc-csatorna vonalát követte.

## Képtár

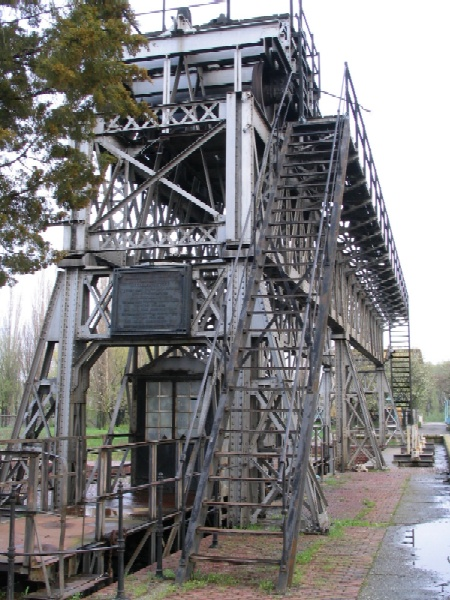
A Ferenc-csatorna zsilipje Óbecsénél
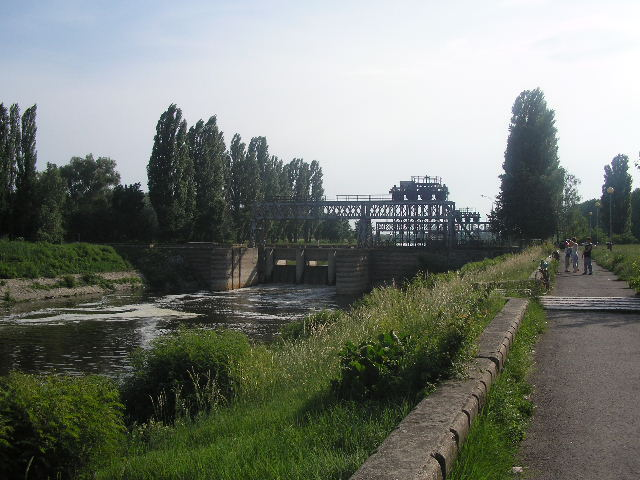
Távolban a zsilip
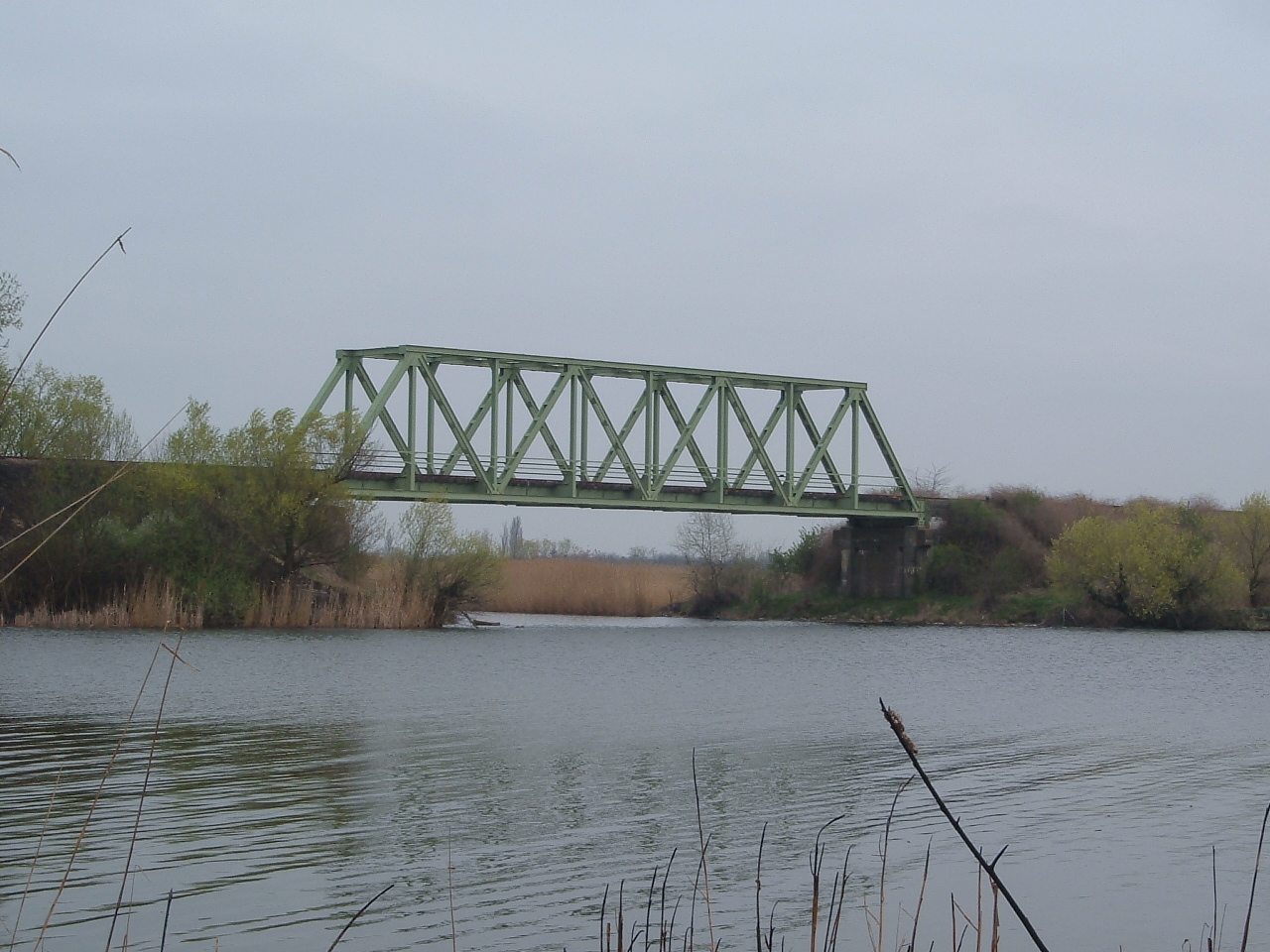
Vasúti hid a Ferenc-csatornán Bácsföldvárnál
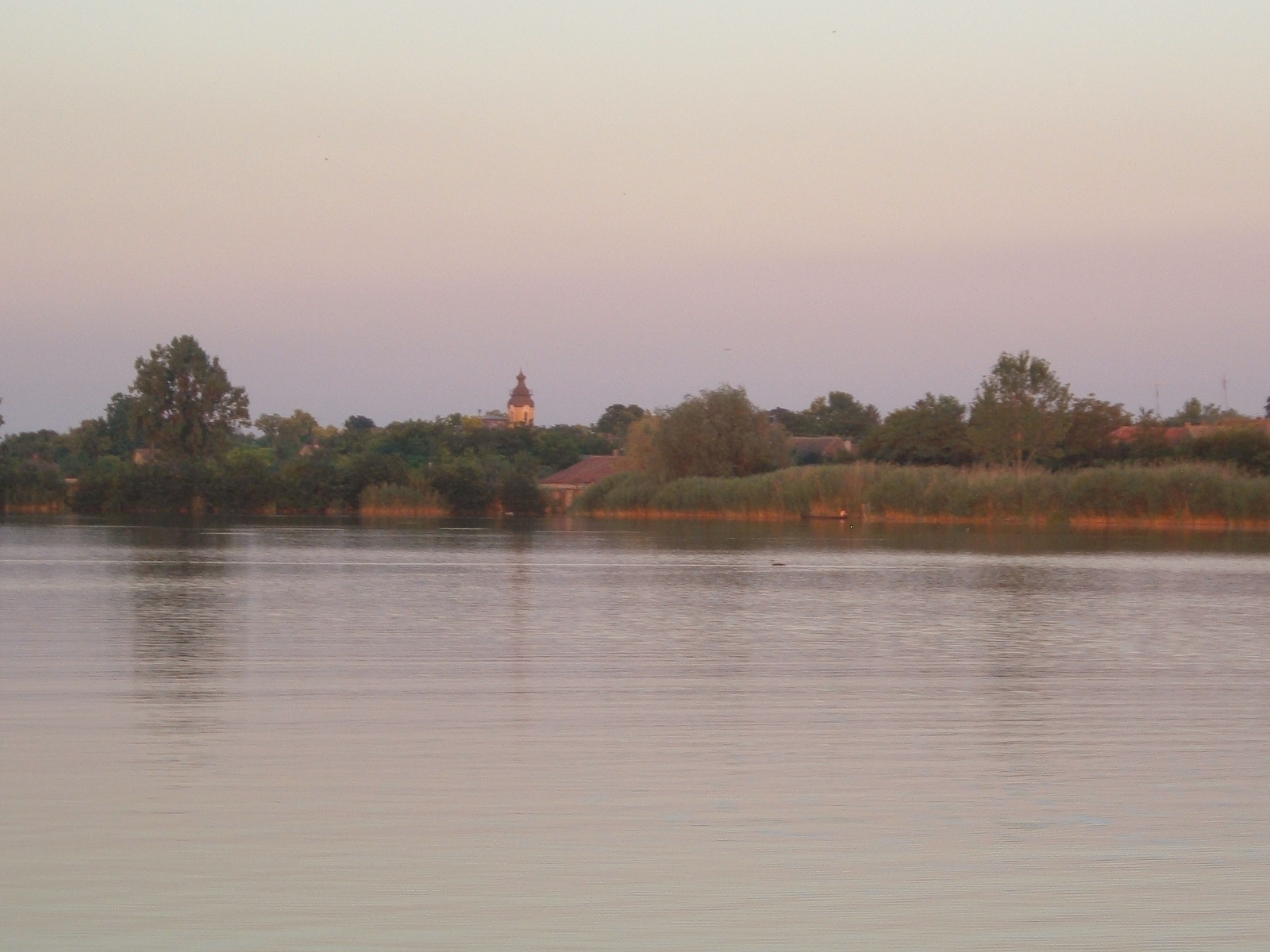
A Ferenc-csatorna Bácsföldvárnál